# 42355 Typhon
42355 Typhon /ˈtaɪfɒn/ là một thiên thể nằm trong đĩa phân tán đó đã được phát hiện vào ngày 05 tháng 02 năm 2002, bởi chương trình NEAT. Nó có đường kính 162±7 km, và được đặt theo tên Typhon, một con quái vật trong thần thoại Hy Lạp.
Typhon là hành tinh vi hình đôi được biết đến đầu tiên, theo định nghĩa mở rộng của hành tinh vi hình là một thiên thể trên quỹ đạo không cộng hưởng (không ổn định) với củng điểm quỹ đạo bên trong quỹ đạo của sao Hải Vương.

## Vệ tinh
Một vệ tinh lớn đã được xác định vào năm 2006. Nó được đặt tên là Echidna (tên chính thức (42355) Typhon I Echidna), theo tên người bạn đời quái dị của Typhon. Nó quay quanh Typhon ở ~ 1300 km, hoàn thành một quỹ đạo trong khoảng 11 ngày. Đường kính của nó được ước tính là 89± 6 km.